# Bataille des faisceaux
 (septembre 2014).
La bataille des faisceaux (en anglais, Battle of the Beams) est un épisode du début de la Seconde Guerre mondiale où les bombardiers de la Luftwaffe commencèrent à utiliser la radionavigation pour leurs bombardements de nuit. Les Britanniques répliquèrent par des contre-mesures de plus en plus efficaces, si bien que les Allemands finirent par abandonner le système.

## Contexte
À la fois les Britanniques et les Allemands bâtissent leur tactique de bombardement sur des opérations nocturnes, ce qui permet de réduire considérablement les risques d'interception par des chasseurs ou d'accrochage par des batteries de défense anti-aériennes. En contrepartie, il est très difficile de localiser la cible de nuit, surtout avec les techniques de camouflage utilisées en temps de guerre.

### Britanniques
Dans ces conditions, la Royal Air Force (RAF) investit énormément dans l'entraînement de ses pilotes à la navigation, ajoute de nombreux équipements aux avions, en particulier un astrodôme pour permettre de faire le point astronomique et d'un espace éclairé pour que le navigateur puisse faire ses calculs. Ces équipements sont mis en service sitôt le début de la guerre et semblent donner a priori de bons résultats. Cependant, les bombardements nocturnes se révèlent à la longue être un échec en raison du nombre important de bombes qui tombent loin de leur objectif.

### Allemands
La Luftwaffe travaille sur des systèmes de radionavigation pour résoudre le même problème, se souciant peu d'astronavigation. Les Allemands ont déjà une certaine expérience de ces systèmes radio en raison de l'utilisation du système Lorenz d'aide à l'atterrissage sans visibilité sur plusieurs de leurs terrains d'aviation. Celui-ci équipe la plupart de leur bombardiers pour leur permettre d'atterrir de nuit ou dans de mauvaises conditions météorologiques.
Il  fonctionne en alimentant au sol un ensemble de trois antennes spéciales avec un signal modulé. Le signal est envoyé sur le dipôle du centre qui a un réflecteur légèrement plus long de chaque côté et positionné légèrement en retrait. On commute rapidement chaque réflecteur alternativement, l'un avec une durée plus longue que l'autre. De cette manière on émet une série de points (modulation de courte durée) sur la gauche de l'axe central, et une série de traits (modulation de durée plus longue) sur la partie droite. Le dipôle central est alimenté en continu. En raison des caractéristiques directionnelles de cette disposition, un avion qui se trouverait à droite de l'axe recevrait des traits, et à gauche des points. Les deux lobes se superposent faiblement selon l'axe central de la piste si bien qu'un avion se présentant exactement dans l'axe entendrait un signal continu (équisignal), les points et les traits étant émis alternativement. Le système Lorenz est suffisamment précis pour amener un avion dans l'axe de la piste dans de très mauvaises conditions de visibilité.

Les deux lobes des faisceaux du système Lorenz.

Au cours des années 1930, la Luftwaffe concentre donc ses recherches sur un système fondé sur le concept Lorenz pour le guidage de ses bombardiers. La navigation serait simple, il suffirait d'écouter le signal sur un récepteur de radio, et les récepteurs sont déjà installés à bord de beaucoup d'avions pour l'atterrissage sans visibilité. Un tel système dirigerait l'avion selon une droite, si bien qu'en dirigeant un second Lorenz vers le premier avec le point d'interception juste au-dessus de la cible, l'équipage de l'avion sait quand larguer les bombes. Le seul équipement supplémentaire nécessaire à embarquer serait un deuxième récepteur radio.
Le Lorenz a une portée de l'ordre de 30 milles (≈55 km), ce qui est suffisant pour un atterrissage sans visibilité, mais pas assez lorsqu'il s'agit de guider un bombardier au-dessus de l'Angleterre. Il fallut donc envisager des émetteurs plus puissants et des récepteurs plus sensibles. De plus, les faisceaux Lorenz sont prévus pour être très larges pour que les avions en approche les entendent en étant assez loin de l'axe de la piste, mais cette largeur dégrade notablement leur précision à longue distance. Dans le cas de l'atterrissage sans visibilité, ceci n'est pas un problème car l'avion s'approche de l'émetteur si bien que la largeur du faisceau diminue au fur et à mesure, augmentant ainsi la précision quand l'avion approche de la piste. Pour ce qui est du guidage des bombardiers, le phénomène s'inverse, l'avion s'éloigne de l'émetteur et la précision est de plus en plus mauvaise pour devenir minimale quand l'avion approche de l'objectif. La seule façon de limiter cet effet est d'augmenter la dimension des réseaux d'antennes.

## Systèmes allemands et réponses britanniques (dans l'ordre chronologique)

### Knickebein

Carte montrant la position des transmetteurs du Knickebein.

Les modifications apportées au Lorenz pour l'adapter au guidage des bombardiers sont plutôt minimes : des antennes plus grandes, permettant un faisceau beaucoup plus étroit, et une grosse augmentation de la puissance d'émission. La première paire de Knickebein (référencée sous la désignation FuG28a - (Funk-Gerät, dispositif radioélectrique)) est située à Stollberg dans le Nord de l'Allemagne près de la frontière avec le Danemark, d'une part, et à Clèves, pratiquement le point le plus occidental de l'Allemagne, d'autre part. Les deux antennes sont rotatives pour permettre de croiser leurs faisceaux au-dessus de l'objectif. Il suffit au bombardier de voler dans l'un des faisceaux jusqu'à ce qu'il commence à entendre le signal de l'autre faisceau sur le deuxième récepteur radio. Lorsqu'il reçoit le son continu de l'équisignal, il lâche ses bombes.

#### Position des stations Knickebein
| N°  | Ø [m] | Lieu                               | Pays      | Coordonnées                 | Situation                                |
| --- | ----- | ---------------------------------- | --------- | --------------------------- | ---------------------------------------- |
| K1  | 30    | Klepp                              | Norvège   | 58° 46′ 12″ N, 5° 37′ 11″ E | 22 km au sud-sud-ouest de Stavanger      |
| K2  | 95    | Stollberg                          | Allemagne |                             | 3 km au nord-nord-ouest de Bredstedt     |
| K3  | 30    | Julianadorp                        | Pays-Bas  | 52° 54′ 48″ N, 4° 43′ 00″ E | 5 km au sud-sud-ouest de Den Helder      |
| K4  | 95    | Clèves-Materborn                   | Allemagne |                             | 58 km au nord-ouest de Duisbourg         |
| K5  | 30    | Bergen op Zoom                     | Pays-Bas  |                             | 50 km au sud-sud-ouest de Rotterdam      |
| K6  | 30    | Mont Violette                      | France    | 50° 37′ 02″ N, 1° 40′ 57″ E | 13 km au sud-sud-est de Boulogne-sur-Mer |
| K7  | 30    | Greny                              | France    |                             | 16 km à l'est-nord-est de Dieppe         |
| K8  | 30    | Mont Pinçon                        | France    |                             | 30 km au sud-ouest de Caen               |
| K9  | 30    | Beaumont-Hague                     | France    |                             | 16 km à l'ouest-nord-ouest de Cherbourg  |
| K10 | 30    | Sortosville-en-Beaumont            | France    | 49° 25′ 06″ N, 1° 42′ 33″ O | 25 km au sud-sud-ouest de Cherbourg      |
| K11 | 30    | Saint-Fiacre en Plestin-les-Grèves | France    | 48° 39′ 50″ N, 3° 43′ 57″ O | 17 km à l'est-nord-est de Morlaix        |
| K12 | 95    | Maulburg                           | Allemagne | 47° 38′ 02″ N, 7° 45′ 48″ E | 8 km à l'est-nord-est de Lörrach         |
| K13 | 30    | Noto                               | Italie    |                             | 27 km au sud-ouest de Syracuse           |

#### Caractéristiques

Antenne Knickebein.

C'est la forme générale des antennes qui a valu au système le nom de Knickebein (« jambe tordue »). Contrairement au système Lorenz, les faisceaux doivent être très étroits, il faut donc des antennes extrêmement directives avec beaucoup d'éléments. Le système conserve la commutation des deux réflecteurs qui permet de modifier légèrement la direction des faisceaux.
Les récepteurs Knickebein sont camouflés en récepteurs classiques pour l'atterrissage sans visibilité et ressemblent aux modèles EBL–1 et EBL–2. La sensibilité des récepteurs est considérablement améliorée par rapport à l'équipement standard, et les Allemands espèrent que les Britanniques n'en découvrent pas la raison. Les renseignements pris auprès d'équipages faits prisonniers rapportent que ces équipages pensent que les Britanniques ne peuvent pas deviner la réalité. Par la suite, les chercheurs de la Royal Aircraft Establishment (organisme de recherche britannique) situé à Fanborough au Royaume-Uni se rendent compte que ces récepteurs sont beaucoup plus sensibles que ne le nécessitent les techniques d'atterrissage sans visibilité. Le Knickebein prend, en Angleterre, le nom de code de « Headache » (« mal de tête »).
Le Knickebein est utilisé dès le début de la guerre pour le bombardement de nuit et s'avère très efficace. Cependant, les tactiques de bombardements à large échelle avec ce système ne sont pas encore développées en ce début de la guerre et son usage demeure limité.

#### Contre-mesures
Du côté de l'Angleterre, il a fallu un certain temps avant qu'on commence les recherches pour contrer ce système. Le service de renseignement scientifique du ministère de l'Air britannique, conduit par Reginald Victor Jones, était au courant depuis longtemps de l'existence d'un tel dispositif à la suite de l'étude du système Lorenz d'un bombardier allemand abattu : les chercheurs avaient remarqué que les récepteurs étaient beaucoup trop sensibles pour une simple aide à l'atterrissage. Il y avait aussi des retranscriptions d'interrogatoires de prisonniers de guerre allemands qui mentionnaient une aide au guidage des bombardiers. Winston Churchill recevait également des Ultras (renseignements provenant du décodage de messages Enigma) qui mentionnaient des « faisceaux de bombardement ».
Dès que Jones fait part à Churchill de l'existence possible de faisceaux pour les bombardiers, ce dernier ordonne de s'informer sur la question. Cependant, beaucoup d'interlocuteurs du ministère de l'Air estiment que le système n'est pas en usage réellement, et Frederick Lindemann, le principal conseiller scientifique du gouvernement, déclare même qu'un tel système ne pourrait pas suivre la courbure de la Terre, alors que T. S. Eckersley, de la société Marconi, estime que c'est tout à fait possible.
L'hypothèse d'Eckersley est finalement démontrée après que Churchill a commandé un vol pour tenter de détecter les faisceaux. Un Avro Anson est équipé d'un récepteur américain Hallicrafters S-27 de radioamateur (le seul récepteur connu  susceptible de recevoir la bande des 40 MHz) réquisitionné dans une boutique de Lisle Street à Londres et opéré par un membre du Service Y. Le vol a été à deux doigts d'être annulé après qu'Eckersley se fut rétracté en estimant que finalement les faisceaux ne pouvaient pas suivre la courbure terrestre. C'est Jones qui sauva le vol en arguant que c'était Churchill qui avait ordonné l'opération et qu'on pouvait être certain qu'il voudrait savoir qui l'avait annulée.
L'équipage n'a pas eu d'informations précises, on lui a seulement demandé de chercher une émission radio aux alentours de 40 MHz qui aurait les caractéristiques d'un signal Lorenz et, s'il découvrait cette émission, d'en déterminer la direction. Au cours de sa mission, l'avion croise un faisceau en provenance de la station de Clèves. Ensuite il localise l'autre faisceau en provenance de Stollberg. Munis de ces informations, l'opérateur radio et le navigateur localisent l'endroit où les rayons se croisent et découvrent que c'est à la verticale de l'usine de moteurs Rolls-Royce à Derby. À cette époque, c'est la seule usine qui produit les moteurs Merlin. C'est à ce moment qu'il est apparu que la question de savoir si le faisceau suit ou non la courbure de la Terre était purement théorique puisqu'un bombardier volant à haute altitude se trouve toujours à vue de l'émetteur.
Les esprits chagrins en ont déduit que les pilotes allemands n'étaient pas aussi performants que les pilotes britanniques pour avoir besoin d'un tel système afin de mener à bien leurs missions. Lindemann a prouvé que cette allégation était fausse en produisant des photographies des bombardements britanniques qui montraient que les bombes de la RAF ne tombaient que rarement — voire jamais — à proximité de l'objectif.
Le système mis au point par les Britanniques pour contrecarrer le Knickebein est simple et a reçu le nom de code d'« Aspirine ». Au début, les Britanniques utilisent des appareils médicaux de diathermie modifiés pour émettre des interférences parasites. Par la suite, les nuits où des raids sont attendus, un signal Lorenz, dans sa version « points », est émis à faible puissance par de petits émetteurs locaux. La tâche des Britanniques est facilitée car les pilotes allemands se « calent » sur un faisceau bien avant d'être en approche de leur objectif. Plus tard, pour rendre les choses plus faciles, les Britanniques ont disséminé des récepteurs sur tout leur territoire afin de détecter les faisceaux, puis, un faisceau une fois entendu, l'émetteur le plus proche est mis en service.
Les « points » émis à faible puissance sont, au début, générés au hasard et, de ce fait, les navigateurs allemands entendent deux points. Ceci veut dire qu'il y a plusieurs zones équisignal et pas de moyen simple de les différencier sauf à les comparer avec une localisation connue. Ensuite, les émetteurs britanniques sont modifiés pour émettre leurs points de façon synchrone avec les émetteurs allemands, ce qui interdit de différencier les signaux. C'est ainsi que les navigateurs reçoivent un équisignal dans une zone très vaste et qu'il leur est impossible de suivre le faisceau, l'avion dévie alors vers la zone des « traits » sans pouvoir corriger sa route. Le faisceau est comme « tordu » en s'éloignant de la cible. Un peu plus tard, les faisceaux sont « tordus » de façon contrôlée pour amener les Allemands à lâcher les bombes dans un endroit déterminé. Les équipages allemands étant entraînés uniquement à la navigation à l'aide des faisceaux, beaucoup d'avions ne retrouvent pas l'équisignal vrai, ni la route de retour vers l'Allemagne. Certains bombardiers atterrissent même sur des bases de la RAF en croyant être en Allemagne.

### X–Gerät

Principe de fonctionnement du X-Gerät.

Aussi efficace que soit le Knickebein, il n'a jamais été conçu pour être utilisé à longue distance. Des améliorations sont apportées au fur et à mesure pour obtenir des versions de plus en plus précises jusqu'à aboutir au X-Gerät (« dispositif-X », « dispositif inconnu »).
Le X-Gerät utilise une série de faisceaux pour localiser l'objectif, chacun portant le nom d'un fleuve ou d'une rivière. Le faisceau principal, nommé Weser, est d'un principe équivalent à celui du Knickebein, mais sur une fréquence nettement supérieure. En raison de la nature même de la propagation des ondes radioélectriques et des caractéristiques générales des antennes, cette montée en fréquence permet d'avoir un pointage beaucoup plus précis pour les deux faisceaux avec une taille d'antennes inchangée. Dans cette configuration, l'équisignal est entendu sur à peine une centaine de mètres à une distance de plus de 300 km de l'antenne. Les faisceaux sont maintenant si étroits que les bombardiers n'arrivent plus à les localiser tout seuls et il faut adjoindre au système une version basse puissance à large faisceau du Knickebein pour les guider. La principale antenne du Weser se trouve à l'ouest de Cherbourg (aujourd'hui Cherbourg-en-Cotentin).

#### Position des stations X–Gerät
| N°               | Lieu            | Pays     | Coordonnées | Situation |
| ---------------- | --------------- | -------- | ----------- | --------- |
| X01 Code "Donau" | Julianadorp     | Pays-Bas |             |           |
| X02 Code "Rhein" | Cap Gris-Nez    | France   |             |           |
| X03 Code "Oder"  | Cap Gris-Nez    | France   |             |           |
| X04 Code "Elbe"  | Cap Gris-Nez    | France   |             |           |
| X05 Code "Weser" | Beaumont-Hague  | France   |             |           |
| X06 Code "Spree" | Cap de la Hague | France   |             |           |
| X07 Code "Isar"  | Morlaix         | France   |             |           |
| X08              | La Feuillée     | France   |             |           |

#### Fonctionnement
Le X-Gerät utilise une série de trois faisceaux simples très étroits, Rhin, Oder et Elbe. À environ 30 km de l'objectif, l'opérateur radio entend un bref signal du Rhin et arme son matériel qui consiste en un chronomètre particulier avec deux aiguilles. Quand le signal Oder est reçu, le chronomètre se met en route automatiquement et les deux aiguilles commencent à s'éloigner du zéro. Puis, quand le signal Elbe est reçu, le chronomètre inverse sa marche, une aiguille s'arrête sur sa position et l'autre retourne vers le zéro. Oder et Elbe sont dirigés pour être situés respectivement à 10 et 5 km du point de largage de la bombe (c'est-à-dire espacés de 5 km) le long du faisceau Weser, ce qui veut dire que le chronomètre mesure précisément le temps qu'il faut à l'avion pour aller d'un faisceau à l'autre en franchissant les 5 km. Étant donné que le temps pour franchir les 5 km restants entre Elbe et l'objectif est exactement le même, les bombes sont larguées automatiquement lorsque l'aiguille qui tourne à rebours arrive sur le zéro. En réalité, le signal Elbe est corrigé légèrement pour tenir compte du trajet des bombes entre leur largage et l'impact.
Comme le X-Gerät opère sur une fréquence plus élevée que le Knickebein (environ 60 MHz), il nécessite un nouvel équipement radio. Ce nouveau récepteur étant encore assez rare, plutôt que d'équiper tous les avions, il est installé uniquement dans les avions d'une unité spéciale le KGr 100 (Kampfgruppe 100) dont le rôle est de guider les bombardiers sur leur objectif. Pour cela, les avions du KGr 100 attaquent en petit groupe en avant et lancent des fusées éclairantes pour que les bombardiers puissent larguer à vue. Ceci est la première apparition du même concept repris par les Pathfinder de la RAF qui seront un corps d'élite destiné à amener un groupe de bombardiers sur son objectif. La tactique sera grandement améliorée par la RAF et donnera d'excellents résultats contre l'Allemagne.
Le X-Gerät est utilisé avec succès dans une série de raids — que les Allemands ont appelés « Sonate au Clair de lune » — contre Coventry, Wolverhampton et Birmingham. Dans le cas du raid contre Birmingham, seul le Kgr 100 participe à l'opération alors que les analyses postérieures des Britanniques montrent que la grande majorité des bombes larguées sont tombées à moins de 100 m de la ligne centrale du faisceau Weser sur une longueur de quelques centaines de mètres. C'est une précision qu'il est difficile d'atteindre manuellement même lors d'un bombardement de jour. Un raid semblable sur Coventry, avec l'appoint d'unités lançant des fusées éclairantes, a presque détruit entièrement le centre–ville.

#### Réponse britannique
Le X-Gerät se montre plus difficile à enrayer que le Knickebein. Au début, pour tenter de contrecarrer le raid sur Coventry, les Britanniques emploient les mêmes systèmes de contremesure que pour le Knickebein, ce qui se révèle être un échec total. Bien que Jones ait bien estimé les caractéristiques du faisceau, la fréquence de la modulation est mesurée — par erreur — à 1 500 Hz, alors qu'elle est de 2 000 Hz. On estima que la différence entre les deux fréquences était suffisamment faible pour que l'opérateur ne distingue pas la différence de tonalité entre les deux signaux dans un avion bruyant et qu'il serait induit quand même en erreur par la fausse source. Mais cela ne se produisit pas.
Le mystère est éclairci après qu'un Heinkel He 111 équipé du système X-Gerät tombe sur la côte anglaise à Chesil Beach. Bien qu'il soit tombé juste avant le raid sur Coventry, une guerre inter–services empêcha de récupérer le dispositif X-Gerät avant que la marée montante ne l'ait recouvert et endommagé. Plus tard, lorsque les chercheurs ont pu étudier le dispositif, il leur est apparu qu'il y avait un nouvel équipement qui décodait automatiquement les points et les traits et permettait un affichage direct à l'aide d'une aiguille indicatrice placée en face du pilote. L'appareil possédait un filtre très étroit centré sur 2 000 Hz qui ne laissait pas passer le 1 500 Hz émis par le système de brouillage britannique.
Le X-Gerät est alors mis en échec avec une autre tactique en créant un « faux faisceau Elbe » qui est dirigé pour couper le Weser 1 km après le faisceau Oder, c'est-à-dire beaucoup plus tôt que les 5 km attendus. Étant donné que les dernières étapes précédant le largage sont automatiques, le chronomètre s'inverse trop tôt et les bombes sont larguées plusieurs kilomètres avant l'objectif. La mise en œuvre du faux faisceau est cependant assez compliquée car les Allemands, ayant tiré les conclusions de leurs déboires avec le Knickebein, mettent le dispositif X-Gerät en route au dernier moment augmentant ainsi énormément la difficulté pour préparer le faux faisceau Elbe à temps.

### Y–Gerät
Comme les Britanniques prennent lentement le dessus dans la bataille des faisceaux, ils essayent d'anticiper le futur dispositif imaginé par les Allemands. Étant donné que le système utilisé est devenu inopérant, il leur faut innover et trouver une technique différente. Les Britanniques pensent que s'ils arrivent à mettre en défaut le nouveau système très rapidement, les Allemands abandonneront complètement la partie.
Les services de renseignement britanniques interceptent bientôt des informations concernant un nouveau système appelé Y-Gerät, aussi connu sous le nom de Wotan. Reginald Victor Jones conclut immédiatement que les Allemands utilisent des noms de code trop explicites. Il demande pourtant à un spécialiste de la langue et de la littérature allemandes de Bletchley Park des informations sur le nom « Wotan ». Le spécialiste avance que Wotan, le nom d'un dieu à un seul œil, pourrait être un système de navigation à un seul faisceau. Jones partage cet avis et pense qu'il s'agit d'un système fondé sur la mesure de la distance. Il pense aussi qu'il pourrait y avoir un rapport avec un système décrit par un « sympathisant » allemand qui a fait passer un grand nombre d'informations dans le Rapport d'Oslo.

#### Position des stations Y–Gerät
| N°                | Lieu                     | Pays   | Coordonnées | Situation |
| ----------------- | ------------------------ | ------ | ----------- | --------- |
| Y01 Code "Berta"  | Cassel                   | France |             |           |
| Y02 Code "Gustav" | Boursin                  | France |             |           |
| Y03 Code "Cicero" | Conterville              | France |             |           |
| Y04 Code "Dora"   | Saint-Martin-aux-Buneaux | France |             |           |
| Y05 Code "Anton"  | Jobourg                  | France |             |           |
| Y06 Code "Emil"   | Morlaix                  | France |             |           |
| Y07               | Cap de la Hague          | France |             |           |
| Y08               | La Feuillée              | France |             |           |
| Y09               | Aumale                   | France |             |           |

#### Fonctionnement
Le Y-Gerät fonctionne à l'aide d'un signal radio modulé émis en un seul faisceau étroit pointé sur l'objectif. Le système utilise un nouvel équipement qui reçoit le signal du faisceau et le réémet immédiatement vers la station au sol. La station au sol reçoit le signal renvoyé et compare sa phase avec celle du signal émis. Ceci constitue un moyen très précis pour mesurer le temps qu'a mis le signal pour faire l'aller-retour et, de là, la distance de l'avion. Cette distance associée à la direction du faisceau (on recherche une force de signal maximale), la position du bombardier peut être connue avec une grande précision. Le pilote n'a plus à chercher les faisceaux, c'est le sol qui contrôle les données et donne au pilote, par radio, les informations nécessaires pour leur route. L'inconvénient majeur du système est qu'on ne peut guider qu'un seul avion à la fois.

#### Contre-mesures

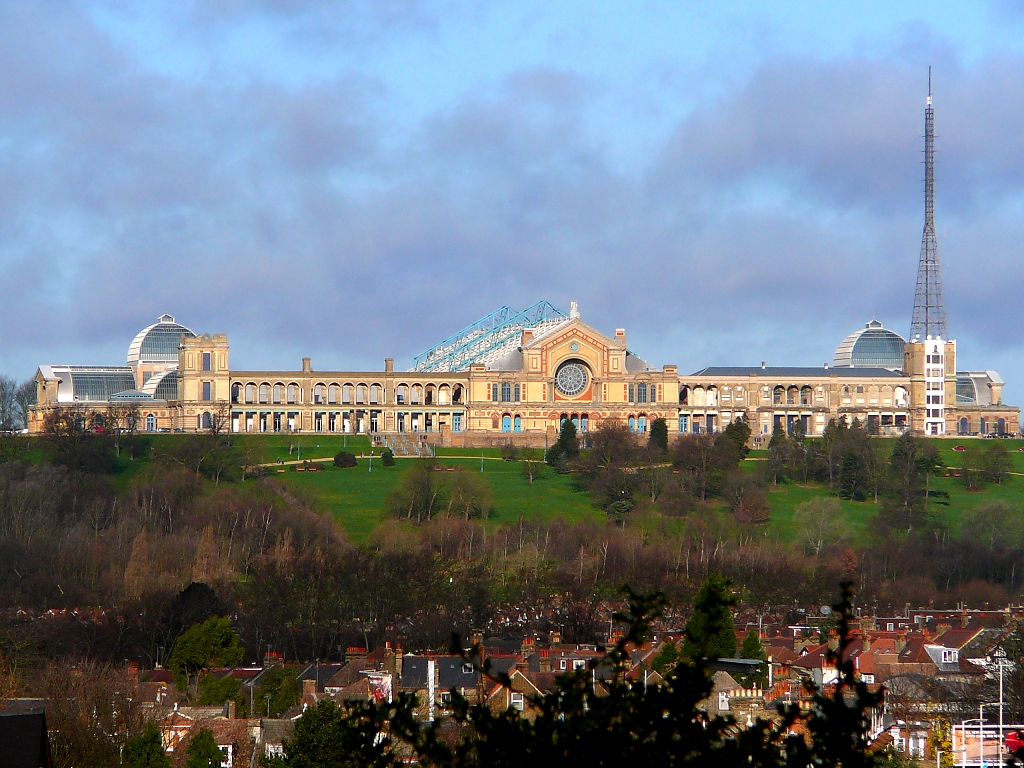
Alexandra Palace.

Les Britanniques, de leur côté, sont prêts à riposter avant même que le Y-Gerät ne soit mis en service. Les Allemands ont choisi la fréquence de fonctionnement du Wotan de façon fort malencontreuse : 45 MHz. Il s'agit de la fréquence du très puissant émetteur de télévision de la BBC à Alexandra Palace dans le nord de Londres. Pendant la guerre cet émetteur n'est pas en service, ce qui peut expliquer l'erreur des Allemands. Jones n'a donc qu'à s'arranger pour que le signal de retour de l'avion soit envoyé sur l'émetteur de télévision et retransmis vers la station au sol allemande. Le mélange des deux signaux modifie le décalage de phase et, partant, le temps apparent que met le signal pour faire l'aller–retour. Au début, le signal est retransmis à faible puissance, pour que les Allemands ne remarquent rien, mais avec suffisamment de puissance tout de même pour altérer la précision du système. Au cours des nuits suivantes, la puissance du brouillage est peu à peu augmentée.
Au fil des raids à l'aide du système Wotan, les équipages des bombardiers accusent la station au sol d'envoyer de mauvaises informations, alors que la station au sol soupçonne des communications de mauvaise qualité avec les avions. La puissance des émissions britanniques étant augmentée progressivement, les Allemands ne se rendent pas compte que leur système est piraté et penchent plutôt pour des défauts inhérents au dispositif lui-même. Par la suite, lorsque la puissance est suffisamment élevée, l'ensemble du système Wotan est saturé par les signaux en retour.

### Autres systèmes de radio-guidages allemands

#### Erika
Erika était un système de navigation qui avait déjà atteint le stade de développement en 1942, mais son emploi opérationnel a été de courte durée et il fut bientôt abandonné au profit du système Bernhard.
Erika était basé sur le principe d'une VHF (30–33 MHz) à partir d'un faisceau oscillant rapidement sur un segment d'environ 60 à 90°. Le faisceau a été modifié, différents phases étant émises dans différentes sections du segment et lues par un analyseur de phase standard dans l'aéronef. Afin d'obtenir un correctif, deux de ces stations Erika devaient être reçues et chaque station devait recevoir au moins deux signaux, ce qui nécessitait un total de quatre récepteurs.
Un inconvénient de l'Erika était la vulnérabilité de brouillage, les signaux d'interférence modifiaient la phase et donnaient ainsi des lectures inexactes. Un autre inconvénient, dû essentiellement aux quatre récepteurs, qui étaient particulièrement lourds, rendait son utilisation généralisée impraticable dans les petits avions.

##### Position des stations Erika
| Nr. | Lieu                | Pays   | Coordonnées | Situation |
| --- | ------------------- | ------ | ----------- | --------- |
| E01 | Équihen             | France |             |           |
| E02 | Saint-Pierre-Église | France |             |           |

#### Bernhard

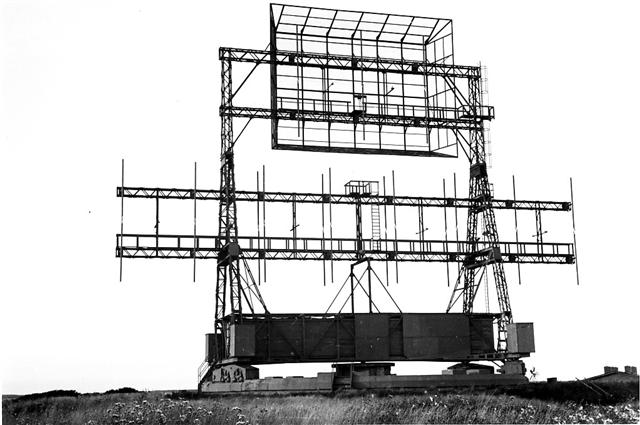
Station Bernhard à Hundborg au Danemark.

Référencé dans la désignation allemande FuSAn 724/725, le Bernhard a été développé pour remplacer le système Knickebein. Le système de réception par impression dans l'avion est désigné FuG 120  Bernadhine.

##### Caractéristiques
- Fréquence : 30 à 33 MHz
- Puissance de sortie : 2 × 500 W (FuSAn 724) ou 2 × 5 000 W (FuSAn 725)
- Portée : de 120 km à 500 m d'altitude, à 400 km à 5 000 m d'altitude
- Précision : +/- 0,5 °
- Année de service : à partir de 1941
- Hauteur : 28 m
- Largeur : 35 m
- Masse : 120 t
- Diamètre de la jante du rail : 22,6 m

## Fin
Les militaires allemands réalisent finalement que le Y–Gerät est lui aussi déjoué. Du coup, la confiance de la Luftwaffe dans les systèmes de navigation électroniques s'écroule. L'offensive des bombardiers sur la Grande-Bretagne prend fin[Quand ?], en partie en raison de l'abandon des systèmes de guidage électroniques, mais surtout parce que l'attention d'Hitler se tourne vers l'Union soviétique.